# Anne Neyland
Anne Neyland, née Roberta Ann Neyland, le 23 août 1934 à Gulfport dans l'État du Mississippi aux États-Unis et morte le 24 avril 2019 à Camarillo en Californie,, est une actrice américaine.
Ancienne Miss Texas, elle eut des rôles secondaires dans des séries télévisées et des films américains se faisant surtout connaître en donnant la réplique à Elvis Presley dans le film culte de 1957 Le Rock du bagne.

## Biographie

### Jeunesse
Roberta Ann Neyland est née le 23 août 1934 à Gulfport (États-Unis), la fille de Robert Swayze Neyland, Jr, un employé dans l'exécution de tâches administratives, âgé de 27 ans (1er mars 1907 - 19 mai 1953), et de Edwina G Neyland, âgée de 22 ans. Elle a un frère de deux ans son cadet prénommé Robert S Neyland III. Vers 1940, la famille vit à Jackson. La famille déménage à Dallas lorsqu'elle a 9 ans.

### Carrière
À l'âge de 16 ans, elle participe à son premier concours de beauté, puis quelque temps plus tard elle est élue Miss Dallas au Galveston's Splash Day et par la suite est couronnée Miss Texas. En 1952 elle fit la rencontre de Conrad "Nicky" Hilton, Jr, le fils de l'hôtelier Conrad Hilton. Au milieu des années 1950, elle décide d'abandonner le mannequinat à Dallas pour tenter sa chance à Hollywood. Elle obtient le rôle de Virginia Kelly, la petite amie de John Payne dans le film Hidden Fear. Puis elle décroche le rôle de Laury Jackson dans Le rock du bagne, une jeune chanteuse de New York qui donne la réplique à Elvis Presley, devenant la rivale de Judy Tyler. Elvis sortit même avec elle et une correspondante d'un magazine cita en mai 1957 : « Maintenant nous savons quelle fille est dans les pensées d'Elvis, car quand il était sur le pentothal (un sérum de vérité) en se faisant extraire la couronne de l'une de ses dents qu'il avait avalé malencontreusement de son poumon à la clinique des Cèdres du Liban (depuis 1961 fusionnée à une autre clinique et qui a pour nom le centre médical Cedars-Sinai), il n'arrêtait pas de dire Anne. Qui est Anne ? C'était Anne Neyland la blonde sexy qui venait de signer récemment avec la MGM ». En juin 1957, Neyland devient détentrice du titre de "Miss Body Beautiful" et d'une trentaine de titres similaires après avoir signé son contrat avec la compagnie cinématographique MGM. Elle eut une relation avec l'acteur Russ Tamblyn en 1957 et avec l'acteur James Westmoreland en 1958.

### Vie privée
Elle fit un premier mariage à Las Vegas le 14 décembre 1958 avec John Harold Criswell (alias Christopher Welles), un attaché de presse, et divorça le 20 octobre 1960. Puis elle eut une relation avec l'acteur et chanteur Desi Arnaz en 1961/1962 pour ensuite se marier une seconde fois avec Eugene R. Fowler à Riverside le 26 mai 1962 puis divorcer en 1964. Le 3 octobre 1965 elle se remarie avec Charles D. Rosher à Los Angeles pour ensuite se séparer et divorcer en juin 1970.

### Décès
Elle résidait à Camarillo en Californie sous le nom de Roberta Ann Neyland-Brad ou Roberta Ann Neyland Brady avec une parente Barbara Brady, ville où elle meurt le 24 avril 2019.

## Filmographie
Voici la filmographie de l'actrice Anne Neyland.
- 1952 : Chantons sous la pluie de Stanley Donen et Gene Kelly : une fille de chœur (Chorus Girl) (non créditée)
- 1955 : Luke and the Tenderfoot de Steve Fisher : une fille blonde
- 1955 : The Bob Cummings Show (en) (série télévisée) : Gwendolyn
- 1955 : Highway Patrol (en) (série télévisée) : Gloria Tulley
- 1957 : Hidden Fear de André de Toth : Virginia Kelly
- 1957 : Monsieur et Madame détective (série télévisée) : Gerry
- 1957 : Richard Diamond (série télévisée) : une serveuse
- 1957 : Motorcycle Gang (en) de Edward L. Cahn : Theresa "Terry" Lindsay
- 1957 : Le Rock du bagne de Richard Thorpe : Laury Jackson
- 1958 : Yancy Derringer (en) (série télévisée) : Wilma
- 1958 : The Texan (série télévisée) : Ruth Avery
- 1958 : Remous (série télévisée) : Kathy Gilliam
- 1958 : Peter Gunn (série télévisée) : Jean Clayton
- 1958 : Man with a Camera (série télévisée) : Ellen
- 1959 : Men into Space (en) (série télévisée) : Anne Benson
- 1959 : Lock-Up (en) (série télévisée) : Anne
- 1960 : L'Inconnu de Las Vegas de Lewis Milestone : Dolores (non créditée)